# Maddela

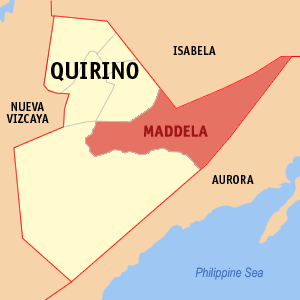
Bản đồ Quirino với vị trí của Maddela

Maddela là một đô thị hạng 1 ở tỉnh Quirino, Philippines. Theo điều tra dân số năm 2000, đô thị này có dân số 32.236 người trong 6.482 hộ.

## Barangay
Maddela được chia thành 32 barangay.
| - Abbag - Balligui - Divisoria Sur (Bisangal) - Buenavista - Cabaruan - Cabua-an - Cofcaville - Diduyon - Dipintin - Divisoria Norte - Dumabato Norte | - Dumabato Sur - Lusod - Manglad - Pedlisan - Poblacion Norte - San Bernabe - San Dionisio I - San Martin - San Pedro - San Salvador - Santo Niño | - Santo Tomas - Villa Gracia - Villa Hermosa Sur - Villa Hermosa Norte - Ysmael - Villa Agullana - Poblacion Sur - Villa Jose V Ylanan - Jose Ancheta - Santa Maria |